# Uganda National Basketball League
L'Uganda National Basketball League è il massimo campionato di pallacanestro dell'Uganda. È organizzata dalla Federazione cestistica dell'Uganda (FUBA). La lega è stata fondata nel 1995 e vede attualmente la partecipazione di 12 squadre da tutta la nazione.
La squadra che si aggiudica il titolo nazionale ottiene l'accesso al torneo di qualificazione della Basketball Africa League.

## Storia
Il basket è stato introdotto in Uganda fin dall'acquisizione dell'indipendenza da parte della nazione nel 1962, dai volontari dell'American Peace Corps e da insegnanti provenienti dall'Africa orientale. Durante gli anni '70 e '80, prima le difficoltà economiche del paese e poi lo scoppiò di due guerre civili (1980-1986 e 1986-1994), hanno portato a un declino dello sport.
L'Uganda National Basketball League, la prima lega nazionale di basket dell'Uganda, venne fondata nel 1995 con sei squadre iniziali: i Kyambogo Warriors, i Blue Jackets, i Black Power, i Rhino, gli Sky Jammers e l'Università di Makerere. Dal 2003, la lega è stata ampliata con una seconda divisione, chiamata Division 1, mentre nel 2019, è stata introdotta anche una terza divisione, chiamata Division 2.

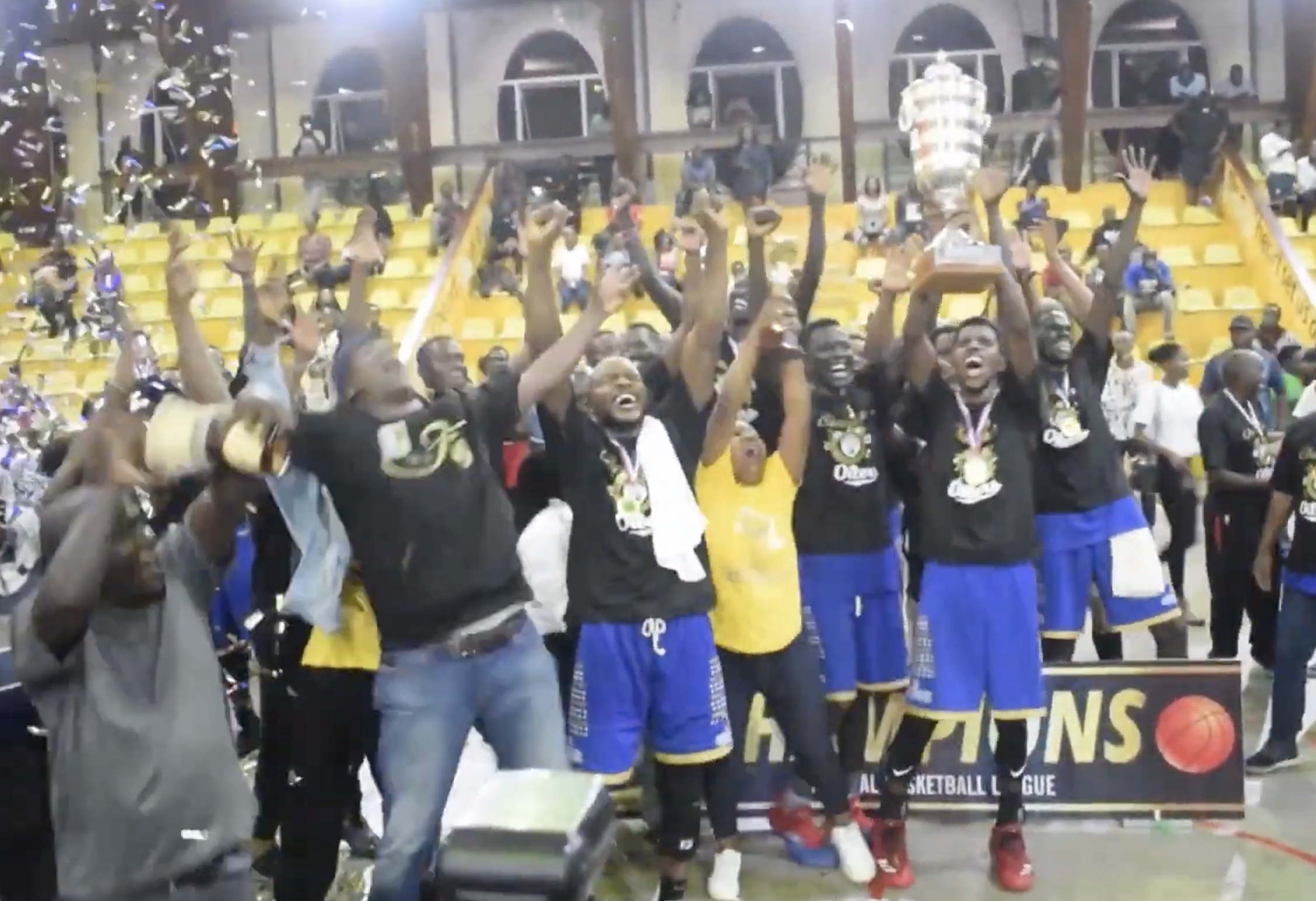
I City Oilers mentre celebrano la vittoria del loro ottavo titolo consecutivo nel 2022

Prima dell'inizio della stagione 2013, entrarono nella lega i City Oilers, da allora la squadra ha dominato completamente la lega, vincendo dieci titoli consecutivi tra il 2013 ed il 2024, diventando la squadra più titolata del campionato.

## Squadre attuali
| Team                | Location                                  |
| ------------------- | ----------------------------------------- |
| City Oilers         | Silver Springs, Kampala                   |
| Ndejje Angels       | Ndejje University, Kampala                |
| Betway Power        | Y.M.C.A, Kampala                          |
| Our Saviour Kampala | Makerere University, Kampala              |
| Kampala Rockets     | Kampala University, Kampala               |
| Namuwongo Blazers   | Namuwongo, Kampala                        |
| UCU Canons          | Uganda Christian University, Kampala      |
| JKL Dolphins        | Namboole, Kampala                         |
| KIU Titans          | Kampala International University, Kampala |
| JT Jaguars          | Kampala                                   |
| Livingstone BC      | Makerere University, Kampala              |
| KCCA Panthers       | Nakasero Primary School, Kampala          |

## Albo d'oro
| Stagione | Campioni                                      | Finalista                                     | Risultato finali                              | Note         |
| -------- | --------------------------------------------- | --------------------------------------------- | --------------------------------------------- | ------------ |
| 1995     | Makerere University                           | sconosciuto                                   |                                               |              |
| 1996     | Betway Power                                  | sconosciuto                                   |                                               |              |
| 1997     | Charging Rhino                                | sconosciuto                                   |                                               |              |
| 1998     | Falcons Kampala                               | sconosciuto                                   |                                               |              |
| 1999     | Falcons Kampala (2)                           | sconosciuto                                   |                                               |              |
| 2000     | Betway Power (2)                              | sconosciuto                                   |                                               |              |
| 2001     | Sky Jammers                                   | Betway Power                                  | 3-1                                           | [ 7 ]        |
| 2002     | Falcons Kampala (3)                           | sconosciuto                                   |                                               |              |
| 2003     | Falcons Kampala (4)                           | sconosciuto                                   |                                               |              |
| 2004     | Falcons Kampala (5)                           | sconosciuto                                   |                                               |              |
| 2005     | Nkumba Marines                                | sconosciuto                                   |                                               |              |
| 2006     | Nkumba Marines (2)                            | Betway Power                                  | 62-60                                         | [ 8 ]        |
| 2007     | Falcons Kampala (6)                           | Kyambogo Warriors                             | 3-2                                           | [ 9 ]        |
| 2008     | Betway Power (3)                              | Falcons Kampala                               | 3-1                                           | [ 10 ]       |
| 2009     | Kyambogo Warriors                             | sconosciuto                                   |                                               |              |
| 2010     | Betway Power (4)                              | Kyambogo Warriors                             | 4-3                                           | [ 11 ]       |
| 2011     | Betway Power (5)                              | Kyambogo Warriors                             | 3-0                                           | [ 12 ]       |
| 2012     | Kyambogo Warriors (2)                         | Falcons Kampala                               | 4-2                                           | [ 13 ]       |
| 2013     | City Oilers                                   | Falcons Kampala                               | 4-3                                           | [ 9 ]        |
| 2014     | City Oilers (2)                               | Betway Power                                  | 4-0                                           | [ 14 ]       |
| 2015     | City Oilers (3)                               | UCU Canons                                    | 4-3                                           | [ 15 ]       |
| 2016     | City Oilers (4)                               | Betway Power                                  | 4-1                                           | [ 16 ]       |
| 2017     | City Oilers (5)                               | KIU Titans                                    | 3-0                                           | [ 17 ]       |
| 2018     | City Oilers (6)                               | Betway Power                                  | 4-1                                           | [ 18 ]       |
| 2019     | City Oilers (7)                               | UCU Canons                                    | 4-3                                           | [ 19 ]       |
| 2020     | Cancellata a causa della Pandemia di COVID-19 | Cancellata a causa della Pandemia di COVID-19 | Cancellata a causa della Pandemia di COVID-19 | [ 20 ]       |
| 2021     | Cancellata a causa della Pandemia di COVID-19 | Cancellata a causa della Pandemia di COVID-19 | Cancellata a causa della Pandemia di COVID-19 |              |
| 2022     | City Oilers (8)                               | Namuwongo Blazers                             | 4-3                                           | [ 21 ]       |
| 2023     | City Oilers (9)                               | KIU Titans                                    | 4-2                                           | [ 5 ]        |
| 2024     | City Oilers (10)                              | KIU Titans                                    | 4-0                                           | [ 6 ] [ 22 ] |

## Vittorie per squadra
| Squadra             | Titoli | Secondi posti | Stagioni vittoria                                          | Stagioni secondo posto       |
| ------------------- | ------ | ------------- | ---------------------------------------------------------- | ---------------------------- |
| City Oilers         | 10     | 0             | 2013, 2014, 2015, 2016, 2017, 2018, 2019, 2022, 2023, 2024 | –                            |
| Falcons Kampala     | 6      | 3             | 1998, 1999, 2002, 2003, 2004, 2007                         | 2008, 2012, 2013             |
| Betway Power        | 5      | 5             | 1996, 2000, 2008, 2010, 2011                               | 2001, 2006, 2014, 2016, 2018 |
| Kyambogo Warriors   | 2      | 3             | 2009, 2012                                                 | 2007, 2010, 2011             |
| Nkumba Marines      | 2      | 0             | 2005, 2006                                                 | –                            |
| Makerere University | 1      | 0             | 1995                                                       | –                            |
| Charging Rhino      | 1      | 0             | 1997                                                       | –                            |
| Sky Jammers         | 1      | 0             | 2001                                                       | –                            |
| KIU Titans          | 0      | 3             | –                                                          | 2017, 2023, 2024             |
| UCU Canons          | 0      | 2             | –                                                          | 2015, 2019                   |
| Namuwongo Blazers   | 0      | 1             | –                                                          | 2022                         |